# Eupalamides
Eupalamides is een geslacht van vlinders van de familie Castniidae, uit de onderfamilie Castniinae.

## Soorten
- E. boliviensis (Houlbert, 1918)
- E. cyparissias (Fabricius, 1777)
- E. geron (Kollar, 1839)
- E. guyanensis (Houlbert, 1917)
- E. preissi (Staudinger, 1899)